# Jung-gu, Seoul
Jung-gu är ett av de 25 stadsdistrikten (gu) i Sydkoreas huvudstad Seoul. Namnet betyder centrala distriktet. Jung ligger på norra sidan av Han floden och, som namnet antyder, är det ett historiskt centrum av staden med palatset Deoksugung och stadsporten Namdaemun. Och något mer moderna sevärdheterna är N Seoul Tower på berget Namsan och parken Cheonggyecheon som invigdes 2008 efter att ha skapat en 10km lång park längs ån med samma namn, som tidigare var nedgrävd under en motorväg.

## Administrativ indelning
Jung-gu är indelat i 15 administrativa stadsdelar:

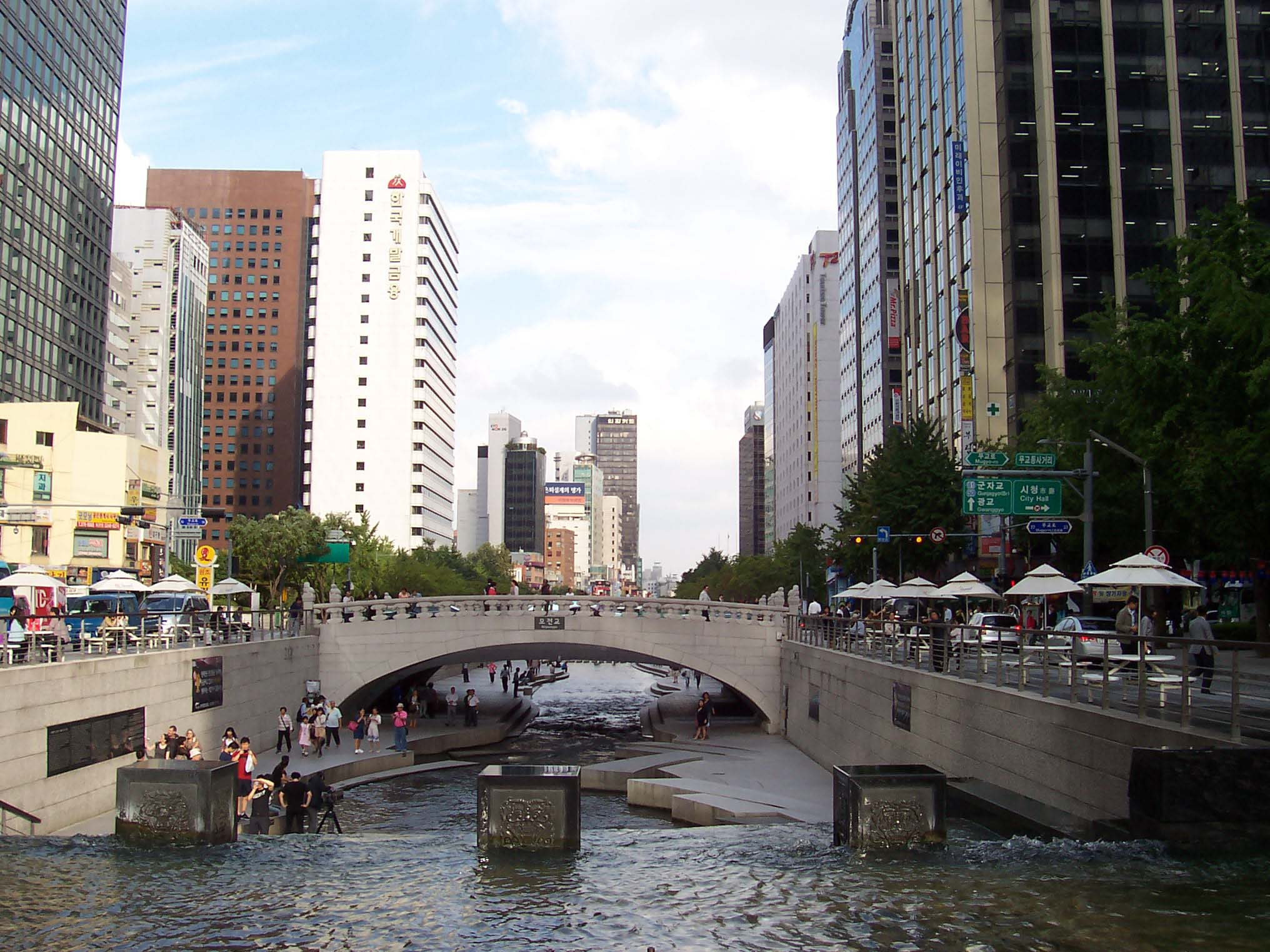
Cheonggyecheon

| Stadsdel       | Hangul    | Hanja    | Karta |
| Cheonggu-dong  | 청구동    | 靑丘洞   |       |
| Dasan-dong     | 다산동    | 茶山洞   |       |
| Donghwa-dong   | 동화동    | 東化洞   |       |
| Euljiro-dong   | 을지로동  | 乙支路洞 |       |
| Gwanghui-dong  | 광희동    | 光熙洞   |       |
| Hoehyeon-dong  | 회현동    | 會賢洞   |       |
| Hwanghak-dong  | 황학동    | 黃鶴洞   |       |
| Jangchung-dong | 장충동    | 奬忠洞   |       |
| Jungnim-dong   | 중림동    | 中林洞   |       |
| Myeong-dong    | 명동      | 明洞     |       |
| Pil-dong       | 필동      | 筆洞     |       |
| Sindang-dong   | 신당동    | 新堂洞   |       |
| Sindang 5-dong | 신당제5동 | 新堂洞   |       |
| Sogong-dong    | 소공동    | 小公洞   |       |
| Yaksu-dong     | 약수동    | 藥水洞   |       |